# Club Sport Estrella
Sport Estrella es un club de fútbol peruano, con sede en Pueblo Nuevo de Colán, provincia de Paita, en 
el departamento de Piura. Fue fundado en 1922 y participa en la Copa Perú.

## Historia
El club fue fundado el 1 de mayo de 1922 en Pueblo Nuevo de Colán donde representa al barrio "La Capilla" de esa localidad.
En 2016 logró el título provincial de Paita y clasificó a la Etapa Departamental de la Copa Perú junto a 5 de Febrero de Paita. En la primera fase de esa etapa enfrentó en su grupo a Atlético Grau y Municipal de Sapalache, pero quedó eliminado tras quedar en segundo lugar detrás de Grau.
Llegó nuevamente a la Etapa Departamental en 2017 donde jugó en el grupo B con Atlético Grau, Alianza Villanueva de Huancabamba y Rosario Central de Suyo . Tras clasificar a la segunda fase junto a Grau fue eliminado por Monteverde de Chulucanas luego de empatar 0-0 de local y caer 2-0 de visitante.
En 2019 empezó su participación en la División Superior de Piura donde pese a perder la final ante Juventud Cautivo logró clasificar a la Etapa Departamental como subcampeón. En la fase de grupos terminó en segundo lugar detrás de Defensor La Bocana y en cuartos de final eliminó a Ídolos de la Unión. En semifinales logró la clasificación a la Etapa Nacional de la Copa Perú 2019 al eliminar a Defensor La Bocana por la regla del gol de visitante luego empatar 2-2 de visita y 0-0 como local. En la final departamental perdió 3-1 ante Sport Chorrillos de Querecotillo. Llegó hasta el cuadrangular final de la Etapa Nacional compitiendo ante Carlos Stein, Deportivo Llacuabamba y Sport Chavelines Juniors, donde terminó en cuarto lugar.
Tras cancelarse la Copa Perú en 2020 y no participar de la edición 2021, en 2022 debió iniciar su participación en la Etapa Departamental de Piura pero no tomó parte del torneo. Desde entonces no participa en torneos oficiales.

## Uniforme
- Uniforme titular: Camiseta azul, pantalón azul y medias azules.
- Uniforme alternativo: Camiseta blanca, pantalón blanco, medias blancas.

### Uniforme titular
| 2019 (Etapa Nacional) | 2019 (Finalisima) |  |

### Uniforme alterno
| 2019 |

### Indumentaria y patrocinador
| Periodo                   | Patrocinador |
| ------------------------- | ------------ |
| 2016 - 2018               | Lomas        |
| 2019 (Etapa Nacional)     | Trusports    |
| 2019 (Cuadrangular final) | Real         |

| Periodo | Patrocinador |
| ------- | ------------ |
| 2019    | Caja Paita   |

## Palmarés

### Torneos regionales
| Competición regional              | Títulos     | Subcampeonatos |
| --------------------------------- | ----------- | -------------- |
| Liga Departamental de Piura (0/1) |             | 2019.          |
| Liga Superior de Piura (0/1)      |             | 2019.          |
| Liga Provincial de Paita (2/0)    | 2016, 2017. |                |
| Liga Distrital de Colán (2/0)     | 2016, 2017. |                |